# Monnette Sudler
Monnette Leigh Sudler (Philadelphia (Pennsylvania), 5 juni 1952 – aldaar, 21 augustus 2022) was een Amerikaanse jazzmuzikante (zang, gitaar) en componist.

## Biografie
Sudler, afkomstig uit een muzikaal gezin, kreeg aanvankelijk pianolessen. Op 15-jarige leeftijd schakelde ze over op de gitaar en kreeg eerst les van haar vader Truman W. Sudler, daarna richtte ze zich tot de folkmuziek voordat ze overstapte op jazz. Na haar studie compositie en arrangement aan het Combs College of Music, studeerde ze in 1970 en 1971 af aan de Berklee School of Music. In die tijd werd ze beroepsmuzikant. Ze speelde eerst met Khan Jamal's Sounds of Liberation en later met Sunny Murray's Untouchable Factor. Nadat ze met de bigband van Sam Rivers op het Newport Jazz Festival verscheen, kon ze in 1977 haar debuutalbum Brighter Days for You opnemen, het jaar daarop toerde ze met haar eigen band door Europa. Ze maakte ook deel uit van het project Dameronia van Philly Joe Jones (dat deed denken aan de muziek van Tadd Dameron) en van het Change of the Century Orchestra, waarmee ze in 1987 optrad op de Berlin Jazz Days. Ze heeft gewerkt met muzikanten als Grover Washington jr., Steve Turre, Reggie Workman, Cecil McBee en Hamiet Bluiett. Naast jazz met haar kwartet of kwintet, speelt ze ook blues met haar Monnette Sudler Blues Express. In 2003 voltooide ze een verdere opleiding aan de Temple University. Begin 2010 dwongen ademhalingsproblemen haar haar concertactiviteiten ernstig te beperken.
Sudler overleed op 21 augustus 2022 in haar huis in Germantown, een buitenwijk van Philadelphia. Ze leed aan kanker en werd 70 jaar oud.

## Prijzen en onderscheidingen
Sudler ontving de David P. Richardson Achievement Award en de Shirley Chisom Award van het National Political Congress of Black Women.

## Discografie
- 1976: Time for a Change (Steeplechase Records)
- 1977: Brighter Days for You (Steeplechase Records)
- 1978: Live in Europe (Steeplechase Records)
- 1990: Other Side of the Gemini (Hardly)
- 1998: Just One Kiss (MSM)
- 2005: Meeting of the Spirits (Philly Jazz)
- 2008: Let the Rhythm Take You (MSM)
- 2009: Where Have All the Legends Gone? (Heavenly Sweetness)

- Biblioteca Nacional de España: XX6568655
- Bibliothèque nationale de France: cb14230686w (data)
- Gemeinsame Normdatei: 1137034122
- International Standard Name Identifier: 0000 0000 5349 4834
- Library of Congress Control Number: no2004028006
- MusicBrainz: 4bad6b10-7456-492f-94a2-954a5efe678f
- Système universitaire de documentation: 244045844
- Virtual International Authority File: 4637165
- WorldCat: E39PBJdM99Kq648jvDm9qfpwYP